# Bodywork
Bodywork är ett varumärke för samlingsalbum som ägs av Bonnier Music. Det första albumet, Bodywork 1, kom ut 2002.
Samlingsalbumen innehåller låtar som är ihopmixade för att passa till träning eller som partyplattor.
Totalt har 11 album getts ut i Sverige.

## Album i serien
| Titel                        | Antal Spår | Typ       | Utgivningsdatum | Högsta topplisteplacering | Högsta samlings-liste-placering: | Antal veckor på topplistan: |
| ---------------------------- | ---------- | --------- | --------------- | ------------------------- | -------------------------------- | --------------------------- |
| Bodywork 1                   | 32         | CD        | 2002-12-27      | ??                        | ??                               | ??                          |
| Bodywork 2                   | 32         | CD        | 2003-08-13      | ??                        | ??                               | ??                          |
| Bodywork 3                   | 32         | CD        | 2003-12-26      | ??                        | ??                               | ??                          |
| Bodywork 4                   | 32         | CD        | 2004-08-23      | ??                        | ??                               | ??                          |
| Bodywork 5                   | 32         | CD        | 2004-12-29      | ??                        | ??                               | ??                          |
| Bodywork 6                   | 53         | Dubbel-CD | 2006-12-13      | ??                        | ??                               | ??                          |
| Bodywork 7                   | 51         | Dubbel-CD | 2007-12-12      | ??                        | ??                               | ??                          |
| Bodywork 8                   | 60         | Dubbel-CD | 2008-12-17      | ??                        | ??                               | ??                          |
| Bodywork 9                   | 55         | Dubbel-CD | 2009-09-09      | ??                        | ??                               | ??                          |
| Bodywork 10 (Winter Edition) | 56         | Dubbel-CD | 2009-12-18      | ??                        | ??                               | ??                          |
| Bodywork 11 (Summer Edition  | 56         | Dubbel-CD | 2010-05-19      | ??                        | ??                               | ??                          |